# Sexy Cora
Sexy Cora (Berlín, 2 de mayo de 1987 - Hamburgo, 20 de enero de 2011) fue el nombre artístico de Caroline Ebert, una actriz pornográfica, modelo erótica y participante de programas de telerrealidad alemana.

## Carrera
Sexy Cora, hija de padres divorciados, creció en Schwerin y comenzó a estudiar enfermería pero lo abandonó.
A los diecinueve años se casó con Timo Wosnitza y comenzó a aparecer en portales eróticos, revistas, etc. hasta que se pasó a la industria pornográfica.
En el año 2009 apareció en el videoclip del rapero D-Bo. En enero de 2010 apareció en la décima edición del programa de telerrealidad producido por la cadena RTL II Big Brother. A continuación comenzó a aparecer en diversos programas de televisión y en anuncios. Después de participar en este programa, que la lanzó al estrellato, publicó dos sencillos «My love (La, La La)» y «Lass uns kicken (Alles klar wunderbar)» y actuó en Mallorca.
Tras ganar varios premios, y tener su propia línea de juguetes eróticos, iba a protagonizar varias películas antes de su muerte.

## Problemas médicos y muerte
Sexy Cora fue hospitalizada en 2009 después de tratar de batir el récord mundial de felaciones en un día. Trataba de llegar a doscientas felaciones pero cuando llegó a 75 tuvo un síncope y tuvo que ser llevada al hospital.
Sexy Cora tuvo un infarto agudo de miocardio en Hamburgo el 11 de enero de 2011 durante su sexta operación de implante de mama, una intervención que aumentaría el tamaño de sus senos mediante la sustitución de su actual implante mamario de 500 gramos (medida estadounidense F) hasta los 800 gramos para cada uno (medida G). Poco tiempo después de comenzar la operación sufrió un infarto cardíaco, fue llevada a un hospital local y fue mantenida en coma durante una semana.
La policía realizó una investigación tras de la muerte para buscar una posible negligencia. Sexy Cora murió en el hospital el 20 de enero de 2011.
El 21 de enero de 2011 los dos doctores que habían realizado la intervención fueron acusados de homicidio involuntario.

## Filmografía
- 2009: Versaute Freizeit
- 2010: My Satisfaction
- 2010: Be Famous
- 2011: Gegengerade - Niemand siegt am Millerntor!

## Sencillos
- 2010: «My Love – La, La, La»
- 2010: «Lass uns kicken (Alles klar wunderbar)»

## Premios
- 2010: Premio Venus: Mejor actriz amateur.[11]
- 2010: Premio Venus: Mejores juguetes eróticos(Compañía Sexy Cora Toys / Orion)[17]
- 2010: Premio Erotixxx: Mejor actriz amateur.[12]